# Lê Hiền Vân
Lê Hiền Vân (sinh năm 1960) là một chính khách và sĩ quan cấp cao trong Quân đội nhân dân Việt Nam, hàm Trung tướng. Ông nguyên là Phó Chủ nhiệm Tổng cục Chính trị Quân đội nhân dân Việt Nam, nguyên Chính ủy Quân khu 2 (2015–2016), đại biểu Quốc hội Việt Nam khóa XIII nhiệm kì 2011-2016 thuộc đoàn đại biểu Hà Nội

## Thân thế và giáo dục
Lê Hiền Vân sinh ngày 29 tháng 10 năm 1960 tại xã Tam Hiệp, huyện Phúc Thọ, TP Hà Nội.
Trình độ chính trị: Cao cấp lý luận chính trị
Trình độ chuyên môn: Cử nhân chuyên ngành Xây dựng Đảng và chính quyền nhà nước

## Sự nghiệp
Lê Hiền Vân gia nhập Đảng Cộng sản Việt Nam ngày 19 tháng 5 năm 1982.
Năm 2008: Phó Chính ủy Bộ tư lệnh Thủ đô Hà Nội.
Năm 2011: Đại biểu Quốc hội Việt Nam khóa XIII, thuộc đoàn đại biểu Quốc hội thành phố Hà Nội, Ủy viên Ủy ban Pháp luật của Quốc hội. Ông cũng từng là Đại biểu HĐND cấp huyện (1999-2004)
Năm 2014: Phó Chính ủy Quân khu 2
Tháng 9 năm 2015: Bí thư Đảng ủy, Chính ủy Quân khu 2.
Tháng 5 năm 2016: Phó Chủ nhiệm Tổng cục Chính trị
Ông nghỉ hưu theo chế độ từ ngày 01/11/2020. 

## Lịch sử thụ phong quân hàm
| Cấp bậc | Đại tá | Thiếu tướng | Trung tướng |  |  |  |  |  |  |
|         |        |             |             |  |  |  |  |  |  |